# Survivor (reality, Magyarország)
A Survivor egy 2003-ban bemutatott magyar televíziós túlélőshow, a Survivor média franchise magyar változata, amelyben a játékosok egy egzotikus szigeten küzdenek meg különböző ügyességi feladatokban, miközben ki vannak téve a természet viszontagságainak. A játékosok törzsekbe rendeződnek a játék elején, míg a végén már egyénileg küzdenek a fődíjért. Hat évad volt eddig.

## Évadok
| Évad | Alcím                   | Évadbemutató         | Évadzáró           | Győztes         | Műsorvezető      | Eredeti adó |
| ---- | ----------------------- | -------------------- | ------------------ | --------------- | ---------------- | ----------- |
| 1.   | A sziget                | 2003. szeptember 20. | 2003. december 20. | Molnár Tünde    | Stohl András     |             |
| 2.   | A sziget                | 2004. augusztus 28.  | 2004. december 4.  | Hankó Dávid     | Stohl András     |             |
| 3.   | Itt hősök születnek     | 2017. augusztus 28.  | 2017. október 13.  | Shweirif Iliász | Istenes Bence    |             |
| 4.   | A túlélők viadala       | 2018. szeptember 24. | 2018. november 10. | Tömböly Dávid   | Istenes Bence    |             |
| 5.   | Celebek a civilek ellen | 2021. augusztus 30.  | 2021. október 15.  | Pintér Dániel   | Varga Miklós Joe |             |
| 6.   | Generációk harca        | 2023. október 2.     | 2023. november 17. | Kiss Viki       | Varga Miklós Joe |             |